# Fuente de Apolo (Madrid)

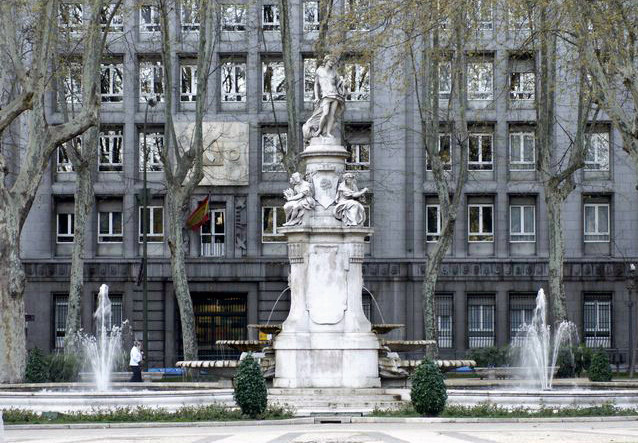
Vista frontal de la Fuente de Apolo.

La fuente de Apolo, también llamada de las Cuatro Estaciones, es una fuente monumental de Madrid (España), situada en el Paseo del Prado, obra de  Manuel Álvarez. Ocupa el centro de lo que se denominó Salón del Prado, dentro de la reforma urbana patrocinada por el rey Carlos III en el siglo XVIII. Forma parte del conjunto escultórico diseñado por Ventura Rodríguez para el Paseo, junto a la de Cibeles y Neptuno. Las tres fuentes son consideradas obras maestras del Neoclasicismo español.

## Historia
En la segunda mitad del siglo XVIII Carlos III emprendió una serie de reformas, entre las que se encontraba la modernización de la capital para ponerla a la altura de las grandes urbes como San Petersburgo o París. En este plan de modernización se incluyó la colocación de monumentos emblemáticos, como la fuente de Cibeles, la Puerta de Alcalá, la fuente de Neptuno y esta, la Fuente de Apolo. Se concibió como parte de las obras de ordenación del Salón del Prado y forma parte de un programa iconográfico inspirado en la mitología grecorromana.
La Fuente se empezó a construir en 1780 por Manuel Álvarez, el Griego, que se encargó de las figuras de las estaciones. La erección de la estatua de Apolo tuvo participación de Alfonso Giraldo Bergaz en 1802. El conjunto se inauguró un año más tarde, 1803, para celebrar el enlace del príncipe heredero don Fernando (futuro Fernando VII), hijo de Carlos IV.

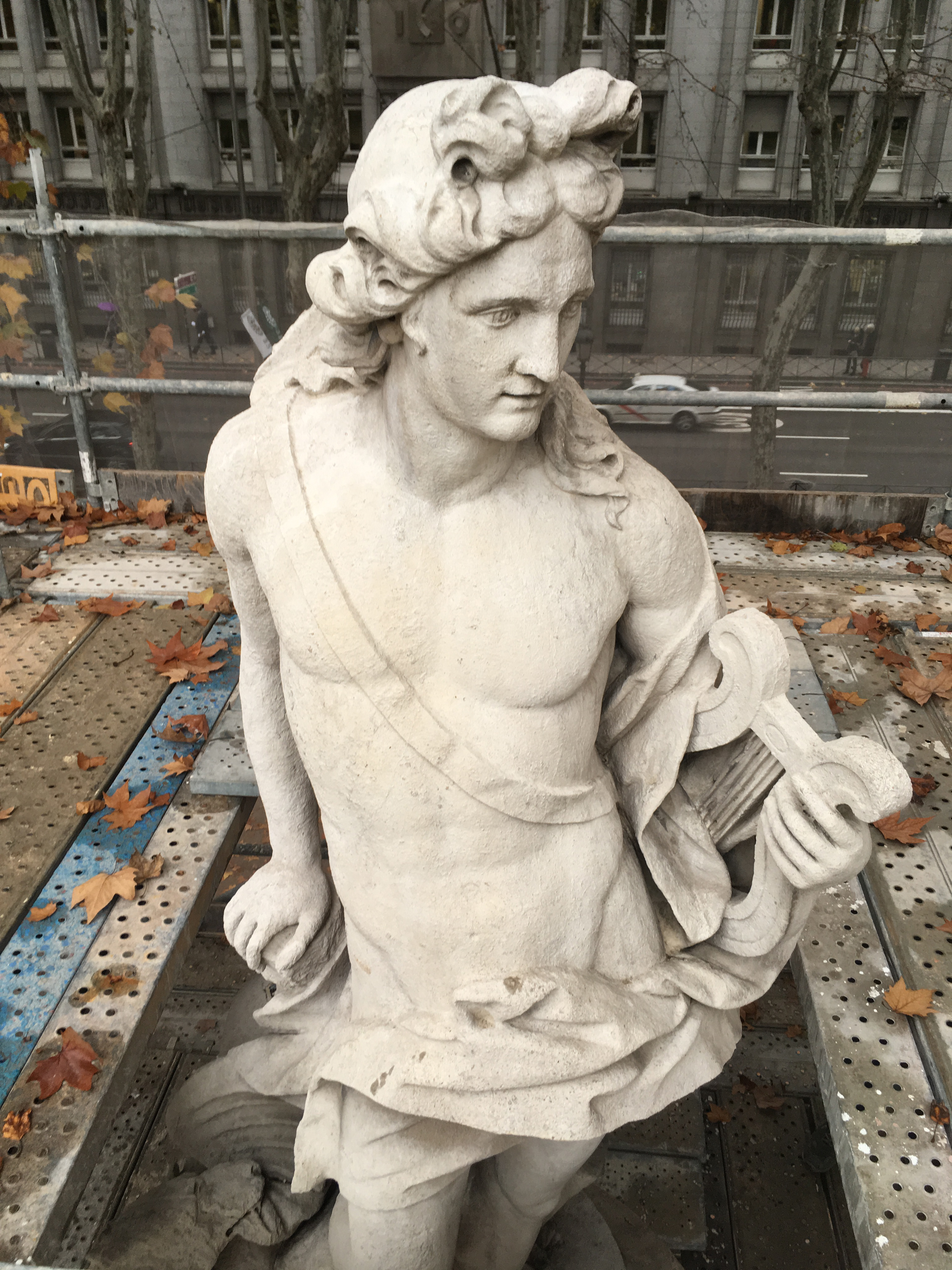
Fotografía del dios Apolo en el Paseo del Prado de Madrid durante las obras de restauración de la fuente en 2019.

## Características
La fuente se compone de un cuerpo central con escalinata, con dos mascarones que arrojan agua sobre tres conchas superpuestas de diferentes dimensiones. Las esculturas del pedestal representan las cuatro estaciones mediante figuras alegóricas, de ahí el nombre alternativo de la fuente. Remata el monumento una efigie del dios Apolo, divinidad de la luz y las artes, con los rasgos del rey Carlos III.